# Sergio Telles
Sergio Barcellos Telles GCRB (Rio de Janeiro, 14 de abril de 1936 — São Paulo, 24 de janeiro de 2022) foi um diplomata e pintor brasileiro. Como diplomata, serviu na América do Sul, Europa, África e Ásia. Foi embaixador do Brasil na Malásia (1995–1998), no Líbano (1998–2002) e na Tunísia (2003–2006).

## Biografia
Sergio Telles nasceu em 1936 no Rio de Janeiro e começou a pintar aos nove anos na Quinta da Boa Vista orientado por Levino Fânzeres, um paisagista. Em 1954 Sergio Telles participou pela primeira vez do Salão Nacional de Belas Artes. Posteriormente, obteve vários prêmios nos salões da Sociedade Brasileira de Belas Artes, Associação de Artistas Brasileiros, foi inclusive agraciado com uma viagem à Bahia. No ano seguinte, realizou sua primeira exposição individual no Rio de Janeiro.
Em 1957 Sergio Telles viajou para a Europa e visitou os principais museus na Itália, França, Holanda e Portugal. Naquele mesmo ano, na condição de estagiário, prestou serviços de restauração na Pinacoteca do Vaticano. Depois de seu retorno ao Brasil, trabalhou nos ateliês de Rodolfo Chambelland, Oswaldo Teixeira e Marie Nivouliès de Pierrefort, no Rio de Janeiro.
Em 1964, ingressou no Ministério das Relações Exteriores por concurso público e, como diplomata, exerceu diversas funções no Brasil e em países como Portugal, Argentina, Angola, Japão, França, Malásia, Líbano,  Suíça e Tunísia.  Aposentou-se como ministro de primeira classe da carreira de diplomata, regressando ao Brasil em 2006. Atualmente reside em São Paulo.
Em agosto de 2005, Sergio Telles foi condecorado pelo presidente Luiz Inácio Lula da Silva com a maior comenda da Ordem de Rio Branco, a Grã-Cruz ordinária.
A obra de Sergio Telles, desenhos, aquarelas, gravuras e pinturas realizadas no Brasil, França, Portugal, Líbano, e Tunísia (paisagens urbanas, praias, mercados, bailes populares, interiores de seus ateliês) figura em museus importantes como o Carnavalet, o Beaubourg, o de Arte Moderna de Paris, Grenoble e Marselha, o Petit Palais de Genebra, o Hermitage de São Petersburgo, o Pouchkine de Moscou, o MASP de São Paulo, o Museu Nacional de Belas Artes do Rio de Janeiro, a Fundação Gulbenkian e o Museu de Lisboa, o Bridgestone de Tóquio, o Albertina de Viena e o Palácio Kheireddine de Túnis.
Suas principais exposições foram organizadas por alguns dos museus acima listados e pelas galerias Wildenstein de Londres, Tóquio e Buenos Aires, Bernheim Jeune, « La Cave » e Claude Marumo em Paris, Perron em Genebra, Jean Boghici no Rio de Janeiro, Renato Magalhães Gouvêa em São Paulo, S. Mamede em Lisboa, Nuno Lima de Carvalho no Estoril, Fujikawa em Tóquio e Stuker em Zurique.
Textos sobre a pintura de Sergio Telles foram escritos por críticos de arte e intelectuais como Bernard Dorival, Gaston Diehl, Raymond Cogniat, Arnaud d’Hauterives, Pierre Courthion, Pierre Seghers, Henri Dauberville, Jeanine Warnod (Paris), François Daulte (Lausanne), Antonio Bento, Jorge Amado, Olivio Tavares de Araujo, Ferreira Gullar, Fabio Magalhães, Carlos Drummond de Andrade, Mario Barata, Clarival do Prado Valladares, José Roberto Teixeira Leite, Jacob Clintowitz, Gilberto Gil, Rachel de Queiroz (Rio e São Paulo), Antonio Valdemar, José Carlos Vasconcellos, Fernando Namora (Lisboa), Rafael Squirru, Cesar Magrini, Eduardo Baliari, Sigmart Blum (Buenos Aires), Chisaburo Yamada, Yasuo Kamon (Tóquio). Trata-se de impressões que figuram em livros, álbuns de gravuras e catálogos de suas exposições publicados na França, Brasil, Argentina, Portugal, Tunísia e Japão.
Morreu em 24 de janeiro de 2022, aos 85 anos.

### Obra

#### Livros
- Encontro, textos dos mais importantes escritores brasileiros e portugueses ilustrado com desenhos e quadros de Sergio Telles, Ed. Centro do Livro Brasileiro, Lisboa, 1970;
- Sergio Telles, texto de Henry Dauberville, Ed. Galerie Bernheim- Jeune, Paris, 1971;
- Porto Seguro recriado por Sergio Telles, textos de Jorge Amado, Jeanine Warnod, Luiz Viana Filho e Sergio Telles, Ed. Wildenstein-Bolsa de Arte, 1976;
- Lumières des Sables, texto de Jean Dominique Rey, Ed. Wildenstein, Londres, 1978;
- Sergio Telles ou l’impatience du pinceau, texto de Pierre Courthion, Ed. Wildenstein, Londres, 1978;
- Sergio Telles, texto de Antônio Bento, Ed. Leo Christiano, Rio de Janeiro, e Bibliothèque des Arts, Lausanne, 1983;
- Porto Seguro, Ed. Record, Rio de Janeiro, por ocasião da exposição no Museu Petit Palais, Genebra, 1986;
- Rio de Janeiro, Ed. Record, textos de Antônio Bento, Rubem Braga, Marcus de Lontra Costa, Alcídio Mafra de Souza, Ítalo Campofiorito Frederico Moraes e Sergio Telles, Rio de Janeiro, 1987;
- Sergio Telles Viagens, , textos de Renato Magalhães Gouvea, Mário Carelli, Óscar Lopes e Sergio Telles, São Paulo: ed. Galeria Renato Magalhães Gouvea, 1992;
- Paris,, textos de Ferreira Gullar, Michel Levêque, Raymond Cogniat, Antônio Houaiss, Rachel de Queiroz, Fábio Magalhães, Jean Boghici, Jean-Daniel Mandica, Arnaud D´Hauterives, Bernard Dorival e Joaquin-Francisco Coelho, Rio de Janeiro: ed. Record, 1994;
- Malaysia, a touch of the sun,  textos de Cláudio Telles, José Roberto Teixeira Leite, Ferreira Gullar, Fracisco Javier Ybarra e Ooi Kok Chuen. Kuala Lumpur: ed. Times, 1996;
- A Passionate Traveller, , textos de Niki Gifford e Gaston Diehl, Singapore:ed. Lori & Kristy Fine Arts "The Treasures", 1997;
- Sergio Telles: Paris Malaisie, texto de Edouard Braine, ed. Embaixada da França em Kuala Lumpur, 1998;
- Portugal, gentes, cores, saudades, textos de José Blanco, José Carlos de Vasconcelos, Antônio Valdemar, Sergio Telles, Jorge Amado, Fernando Pamplona, Antônio Bento, Ferreira Gullar, Cláudio Telles, Nuno de Carvalho e Joaquim Francisco Coelho, Rio de Janeiro e São Paulo: ed. Record, 2000,
- Sergio Telles, Portugal, Paris: Fondation Calouste Gulbenkian, 2001;
- Carnets de voyage, Portugal, 2002, e Liban, 2003, Paris: ed. Artémoin;
- Sergio Telles en Tunisie 1986-2006, textos de Gilberto Gil, Mohamed El Azziz Ben Achour, Gaston Diehl, Abbès Mohsen, Francisco J. Carrillo, Bady B. Naceur, Nizar Bahoul, Hamadi Abassi, Adeel Latrech, Yusra Diba, Cláudio Telles, Nadia Zouari, Fathi Chargui, Olívio Tavares de Araújo e Sergio Telles, Tunis: ed. Simpact, 2006.
- Sergio Telles Caminhos da Cor, Rio de Janeiro: ed. G. Ermakoff Casa Editorial Ltda., 2009.
- Sergio Telles, um artista brasileiro pintando pelo mundo, editora J. J. Carol, São Paulo, 2010.

#### Álbuns de gravuras
- Póvoa do Varzim, serigrafias, texto "Os Pescadores" de Raul Brandão, Ed. Wildenstein-Julio Pacello, Buenos Aires, 1973;
- Há quanto tempo Portugal, águas-fortes, poema de Álvaro de Campos (Fernando Pessoa), Ed. Wildenstein-Julio Pacello, Buenos Aires, 1973;
- A Festa do Mangue, águas fortes, poema de Carlos Drummond de Andrade, Ed. Wildenstein, Londres, 1978;
- Lumières des Sables, águas-fortes, texto de Jean Dominique Rey, Ed. Wildenstein, Londres, 1978;
- Le Café Hawelka, litografias, texto de György Sebestyén, Ed. Galerie Würthler, Viena, 1981.

#### Catálogos de exposições
- Paysages du Portugal, Fondation Calouste Gulbenkian, Paris, 1971, textos de Jorge Amado, Henri Dauberville, Oscar Lopes, Fernando de Pamplona e outros;
- Galeria Wildenstein, Buenos Aires, 1972, textos de Henry Dauberville, Jorge Amado e Rafael Squirru;
- Pinacoteca de São Paulo, 1973, textos de Pedro de Magalhães Padilha, Jorge Amado, Artur Maciel e Aldo Galli;
- Mangue, Ruas, Retratos, Bolsa de Arte do Rio de Janeiro, 1975, textos de Raymond Cogniat et de Clarival do Prado Valladares;
- Sergio Telles: voyage au pays de Protée, Museu Nacional de Belas Artes, Rio de Janeiro, 1976, texto de César Magrini;
- Catálogo da exposição no Museu Nacional de Belas Artes, Rio de Janeiro, 1976;
- Galerie La Cave, Paris, 1977;
- Galerie Wildenstein, Tóquio, 1980, textos de Yasuo Kamon, François Daulte, Gaston Diehl e Bernard Dorival;
- Exposition Itinerante au Japon, Tóquio, 1980, textos de Pierre Courthion, François Daulte, Yasuo Kamon, François Daulte e Bernard Dorival;
- Musée Carnavalet, Paris, 1982, textos de Bernard de Mongolfier, Sergio Telles, Pierre Courthion, Pierre Mazars, Pierre Seghers, François Daulte, Gaston Diehl, Bernard Dorival;
- Le Japon, Galerie La Cave, Paris, 1982, Ed. du Perron;
- Galeria Jean Boghici, Rio de Janeiro, 1983, textos de Gerardo Mello Mourão, Pierre Courthion, Pierre Seghers, Bernard Dorival;
- Rio de Janeiro visto por Sergio Telles, Rio de Janeiro, 1986, Galeria Olívia Kann, texto de Rubem Braga;
- Viagens, retrospectiva no Museu de Arte de São Paulo (MASP), 1988, textos de P.M. Bardi, Fernando Namora, Chisaburo Yamada, Maurice Pianzola e Yasuo Kamon;
- Galeria São Mamede, Lisboa, 1988, texto de Fernando Namora;
- Retrospectiva, Fundação Calouste Gulbenkian, Lisboa, 1988, texto de José Sommer Ribeiro, Gaston Diehl, Fernando Namora e Sergio Telles;
- São Paulo visto por Sergio Telles, São Paulo, 1988, Galeria Renato Magalhães Gouvêa;
- Galeria Bonino, Rio de Janeiro, 1989, texto de Sergio Telles, Rio de Janeiro, 1989;
- Galerie du Perron, Genebra, 1989, textos de Gaston Diehl e Maurice Pianzola;
- Voyages, Galerie Claude Marumo, Paris, 1990, textos de Pierre Seghers, Gaston Diehl, Mário Carelli, Bernard de Mongolfier;
- Hommage à la Tunisie, Tunis, 1990, Galerie de la Culture et de l’information, textos de Gaston Diehl e Manuela de Azevedo;
- Portugal na obra de Sergio Telles, Estoril, 1991, textos de Nuno Lima de Carvalho, Oscar Lopes, Antônio Valdemar, Joaquim-Francisco Coelho, Carlos Drummond de Andrade, Jorge Amado e Sergio Telles;
- Renato Magalhães Gouvêa, São Paulo, 1994, texto de Renato Magalhães Gouvêa;
- Galeria Belas Artes, Rio de Janeiro, 1994, texto de Ferreira Gullar;
- Os ateliers do viajante, retrospectiva, Museu de Arte Moderna do Rio de Janeiro, 1995, textos de Cláudio Telles e José Roberto Teixeira Leite;
- Banco do Desenvolvimento de Minas Gerais (BDMG),1995, texto de Ferreira Gullar e cartas a Sergio Telles de Carlos Drummond de Andrade;
- Liban Lumières, Galerie Jean Boghici, Artuel, Foire Internacional d´Art Contemporain, Beirute, 2000, textos de Maurice Pianzola e Gaston Diehl;
- Portugal, Fondation Calouste Gulbenkian, Paris, 2001, textos de Francisco Betancourt, Marcos de Azambuja e António Monteiro;
- Musée de la Ville de Tunis, Ed. Simpact, Tunis, 2004;
- Ruas e ateliers de Sergio Telles, Galeria Arte 57, São Paulo, 2005.

#### Obras de referência
- BÉNÉZIT, E.  Dictionaire des Peintres, Dessinateurs et Graveurs, Editions Grund, Paris, 1999;
- PAMPLONA, F. Dicionário de Pintores e Escultores Portugueses ou que trabalharam em Portugal, Lisboa: Ed. Livraria Civilização
- TEIXEIRA LEITE, Dicionário Crítico da Pintura no Brasil, Rio de Janeiro: Ed. Artlivre, 1988
- TANNOCK, M. Portuguese 20th Century Artists, Phillimore & Co. Ltd. Chichester, West Sussex, England, 1978;
- 150 anos de Pintura no Brasil:1820-1970, Coleção Sergio Fadel, Rio de Janeiro: ed. Colorama, 1989;
- Natureza: quatro séculos de arte no Brasil, Rio de Janeiro: Centro Cultural Banco do Brasil, 1992;
- Matrizes e gravuras brasileiras da coleção Guita e José Mindlin, Lisboa: ed. Fondation Calouste Goulbenkian Centro de Arte Moderna, 1993
- Arte Moderna, o Olhar do Colecionador, Sergio Fadel, Ed. Fadel, Rio de Janeiro, 2006;
- L´Oeil, Ed. N.S. Lausanne, octobre 1978, septembre 1982, novembre 1990;
- Julio Pacello e suas Edições de Arte, Ed. Ministério das Relações Exteriores, Brasília, 1980;
- ARAUJO, Olivio Tavares de. Arte 57, Ed. da Galeria,, São Paulo, 2005;
- MASP Museu de Arte de São Paulo Assis Chateaubriand, Catálogo Geral, Ed. 2008.
- Annuaires Akoun, Bordas, Mayer, Officiel des Arts, etc
- BLANCHON, J-P. Cotação dos artistas Portugueses em Leilão.

### Obras em museus e bibliotecas nacionais e internacionais
- Museu de Arte de São Paulo, Masp;
- Museu Carnavalet (Paris);
- Musée National d'Art Moderne
- Arte Moderna da Cidade de Paris, e das cidades de Grenoble, Lyon, Rouen, Limoges, Bordeaux, Caen, Museu Cantini, Marselha;
- Museu Nacional Grão Vasco, Viseu;
- Museu Nacional de Soares dos Reis MNSR, Porto;
- Évora de Lisboa;
- Musée du Petit Palais, Genebra;
- Museu de Arte Moderna do Rio de Janeiro MAM-Rio;
- Museu Nacional de Belas Artes (Brasil) MNBA, Rio de Janeiro;
- Museu de Arte Moderna, Buenos Aires;
- Museu de Arte Moderna, Kobe;
- Bridgestone Museum, Tokyo;
- Museu Pouchkine, Moscou;
- Hermitage, São Petersburgo;
- Fundação Calouste Gulbenkian, Lisboa, Paris e do Hermitage em Lausanne;
- Galeria Nacional, Kuala Lumpur, Malásia;
- Graphischem Sammlung Albertina, Viena;
- Museu da Cidade de Túnis, Tunísia.
- Biblioteca Nacional do Brasil (Rio de Janeiro), Biblioteca Nacional da França (Paris), Biblioteca Nacional de Portugal (Lisboa) e Tóquio.